# 莊孟侯

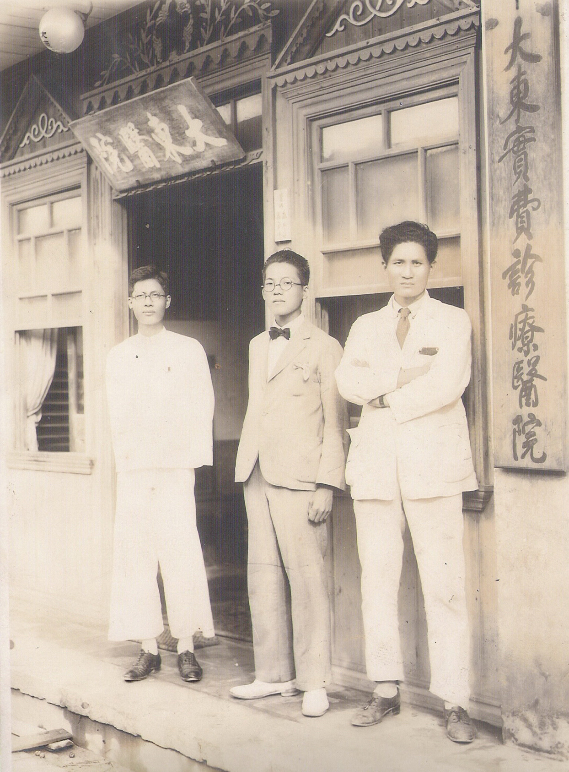
莊孟侯 (最左)，攝影於大東內科醫院(後臺南市西門圓環普濟殿附近)。

莊孟侯（1901年11月25日—1949年9月8日），字小封，是一位出身臺南的醫師、社會運動者及白色恐怖受難者。

## 生平

### 早年生活
1916年春，莊孟侯考入臺灣總督府醫學校，但因未及年滿16歲之規定，於是假報出生日期為1900年1月15日。
1920年，莊孟侯畢業於臺灣總督府醫學校，隨後一度於臺南市大宫町開業。後來，莊孟侯轉任大阪商船社社醫，又於1923年辭去該職並返鄉於臺南市西門町開設大東內科醫院，且開始積極參與臺灣文化協會活動，並任該會執行委員。
1928年3月25日，株式會社大眾時報社成立，莊孟侯出任其董事職位；同年，他又因「臺南廢南門墓事件」遭警察逮捕並一度拘留。
中國抗日戰爭期間，莊孟侯受翁俊明引介成為國民政府在南臺灣的聯絡人之一。戰後，莊孟侯出任三民主義青年團臺南分團主任，並當選臺南市醫師公會會長，又於1945年至1947年間兼任臺灣省立臺南第一中學家長會會長。

### 戰後生活及逝世
1946年，莊孟侯受臺南庶民信用組合組合長櫻井奇（櫻井齊）委託接辦該機構，於稍後成為臺南市第三信用合作社首任理事主席，並自此結束行醫生涯。
1947年二二八事件爆發後，莊孟侯於同年3月11日被以內亂罪逮捕並羈押，又於10月25日獲准交保。出獄後，莊孟侯曾兼任華南銀行臺南分行經理，後又任財團法人私立臺南救濟院董事。
1948年2月7日，法院宣判莊孟侯無罪。
1949年9月8日，莊孟侯病逝。
此外，莊孟侯喜愛漢詩與書法，並是南社及桐侶吟社成員之一。